# كرايغ شتال
كرايغ شتال (بالإنجليزية: Craig Stahl)‏ (9 يوليو 1959 في الولايات المتحدة - ) هو لاعب كرة قدم أمريكي في مركز الهجوم. لعب مع كنساس سيتي كومتس ‏.